# Pagiopalus
Pagiopalus es un género de arañas de la familia Philodromidae. Fue descrita científicamente por .

## Especies
- Pagiopalus apiculus Suman, 1971
- Pagiopalus atomarius Simon, 1900
- Pagiopalus nigriventris Simon, 1900
- Pagiopalus personatus Simon, 1900